# Anisopodus gracillimus
Anisopodus gracillimus är en skalbaggsart som beskrevs av Bates 1863. Anisopodus gracillimus ingår i släktet Anisopodus och familjen långhorningar. Inga underarter finns listade i Catalogue of Life.